# 火星航空機
火星航空機（Mars aircraft） は、各国の宇宙機関が開発を進めている火星探査ミッションで用いる火星の大気圏を飛行する無人航空機である。

## 概要
残留磁場を測定するような用途では地表から高度1kmから2kmで1000kmくらいを移動する方法が望ましいとされるが、このような用途には大気圏内を飛行する無人航空機以外には想定できない。火星の大気圏の特徴は地球上の約1/100で大気の密度が非常に小さく、重力加速度が地球の1/3で様々な技術的な課題が想定される。
マーズ2020計画で火星へ到着した無人探査機パーサヴィアランスには探索場所の選定を上空から行うため小型ヘリコプター「インジェニュイティ」が搭載されている。インジェニュイティは、2021年4月19日、地球以外の惑星で航空機による最初の動力制御飛行を無事に完了。垂直離陸、ホバリングを39.1秒の飛行時間で行い着陸した。
2020年代半ばに予定されるMELOSには火星航空機を搭載する計画がある。

## 画像

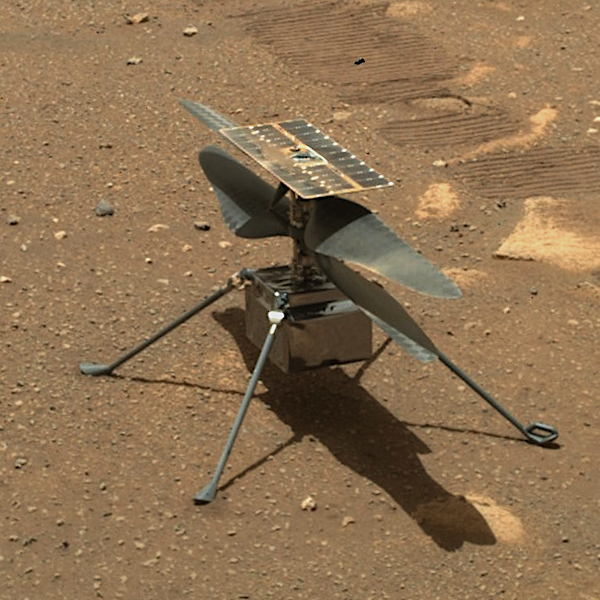
火星で最初飛行した無人航空機インジェニュイティ（NASA）
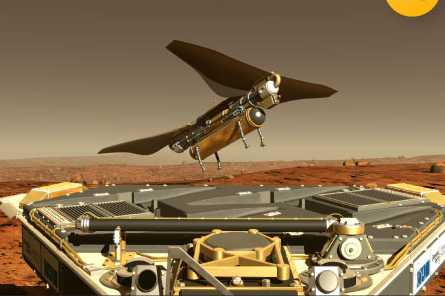
可視化された火星を飛行するエントモプター（NASA）